# 池上裕子
池上 裕子（いけがみ ひろこ、1947年11月 - ）は、日本の歴史学者。専門は日本中世史。成蹊大学名誉教授。角川源義賞受賞。専門は戦国時代および近世移行期の社会経済史。

## 略歴
1947年（昭和22年）新潟県佐渡郡（現佐渡市）赤玉出身。新潟県立佐渡高等学校、新潟大学人文学部経済学科卒業後、一橋大学大学院経済学研究科修士課程修了、1977年（昭和52年）同博士後期課程単位取得退学（経済史専攻で永原慶二門下）。
相模女子大学講師を経て、1991年（平成3年）成蹊大学助教授、1995年（平成7年）成蹊大学文学部教授。国際文学科主任。2001年（平成13年）日本国際文化学会発起人。同年中央大学で博士（史学）の学位を取得。2013年4月1日、成蹊大学名誉教授の称号を受けた。
2000年（平成12年）、『戦国時代社会構造の研究』で第22回角川源義賞を受賞した。
多数の歴史マンガの監修にもたずさわっている。

## 著書

### 単著
- 『戦国の群像』集英社版日本の歴史、1992年
- 『戦国時代社会構造の研究』校倉書房<歴史科学叢書、1999年
- 『織豊政権と江戸幕府』講談社<日本の歴史15>、2002年
- 『織田信長』吉川弘文館・人物叢書、2012年
- 『日本中近世移行期論』校倉書房<歴史科学叢書、2012年

### 共著
- 『東京都の歴史』竹内誠,古泉弘,加藤貴,藤野敦共著 山川出版社 県史 1997

## 主な活動

### 学会
- 歴史学研究会、日本史研究会、史学会、歴史科学協議会所属。

### 社会的活動
- 文部科学省文化審議会文化財分科会第三専門調査会委員